# 山西省防军
山西省防军是抗日战争胜利后，阎锡山收编山西省伪军后改编组建的部队。

## 历史
1942年7月26日骑兵第一军代理军长兼骑兵第1师师长赵瑞、副师长段炳昌、骑兵第4师师长杨诚、副师长何焜于山西净化率所部投日。7月26日开赴太原，改编为山西剿共军，兵力5,000人，司令赵瑞，驻太原。下辖：
- 第1师：师长赵瑞兼任/李宝森，副师长段炳昌。驻山西武乡
- 第2师：师长杨诚兼任，副师长何焜。驻山西崞县

1945年8月阎锡山收编伪军组建新编第1军（军长赵瑞）、新编第2军（军长杨诚）、新编第4师（师长段炳昌）、新编第5师（师长何焜）。10月所部皆改为省防军。
- 省防第一军：军长赵世玲，统辖太原附近的伪军
- 省防第二军：军长赵瑞（原为阎军骑1师师长，投敌后任华北绥靖军第12集团司令、伪山西绥靖保安副司令）。统辖伪山西保安直属大队和雁门道、河东道保安队。1946年1月改编为暂编第8独立总队。
- 省防第三军：军长杨诚（原为阎军骑4师师长，投敌后任伪华北绥靖军第13集团司令）。统辖伪华北绥靖军第十二、十三集团和上党保安队。上党战役中，该部2个师4个团增援长治。[2]
- 省防第四军：军长王乾元（1946年1月任暂编第40师师长）。统辖伪冀宁道保安队和伪太原急进建设团。
- 省防第五军：1945年10月底，楚溪春将大同之日军高桥、坂本两联队一千余人及伪警察、伪矿警队等武装统一改编为“省防第五军”，韩步洲兼任省防第五军军长。1946年1月停战后，驻云之省防第五军所属之3个省防师合编为国民革命军第三十三军之暂编第38师，师长韩步洲，副师长田尚志；原矿警师改编为山西省保安第二团，团长焦克敬；保安总队更名为教导总队。
  - 省防第十三师，师长王元龄；
  - 省防第十四师，师长张佐汉；
  - 省防第十五师，师长安钦；
  - 矿警师：原口泉各煤矿矿警队合编，师长焦克敬；
  - 保安总队：原日军高桥、坂本两联队千余人改编，保安总队长陈丰山少将（大佐林某），副总队长兼参谋长武威少将（大佐五味某）。下辖第七、八、九大队，由旧日军担任大队长
  - 坦克车队：原驻平日军战车队百余人、坦克二十余辆改编。指挥官孙玉藻。
  - 各行政专署与各县之保安团和保警大队：原大同所属各县伪军与警察，分别改编
  - 雁北资源调查社：由太原调配人员组建。旧日军中原少将（化名钟源）负责
  - 大同警宪指挥所

省防军每个军下辖3个师，兵力在1万人到15,000人不等，名义上应该有6万人，但有的部队被八路军打散、消灭，未能收拢，故实际人数5万余人。阎锡山向南京政府报告收编伪军人数16万人。南京当局称不属于国防军，经费应由地方负担。抗战胜利后，阎锡山8个军番号仅有12万人，缺额严重。1945年底，5个省防军全部撤销番号，其中一部分兵力补充晋军正式编制部队中，另一部分被军政部于1946年2月对全国伪军第二次整编为14个独立总队中的3个，每个总队辖3个团：
- 独立第8总队：省防第二军为基础，总队长赵瑞。
- 独立第9总队：省防第三军为基础，总队长杨诚。
- 独立第10总队：伪阳泉矿警队为基础，总队长荆谊少将。1947年4月下旬正太路战役中在盂县西南的郭村西部的子岗梁战斗，被晋察冀野战军第二纵第4旅歼灭4,000余，荆谊及参谋长杨俊和被俘。[3]又以留用日本军人组建新的暂编第十独立总队：以在太原的日军官兵约3,000人改编。总队长为日军第一一四师团长三浦三郎中将。